# Kananga (Bolo)
Kananga is een bestuurslaag in het regentschap Bima van de provincie West-Nusa Tenggara, Indonesië. Kananga telt 3514 inwoners (volkstelling 2010).